# William Scherr
William Harold „Bill“ Scherr (* 27. Juli 1961 in Eureka, South Dakota) ist ein ehemaliger US-amerikanischer Ringer und Trainer.

## Werdegang
Bill Scherr stammt aus South Dakota. Er begann an der Mobridge High School zusammen mit seinem Zwillingsbruder James Scherr mit dem Ringen. Daneben betätigte er sich im jugendlichen Alter auch mit American Football, Leichtathletik und Rodeoreiten. Nach ersten größeren Erfolgen im Ringen konzentrierte er sich aber ganz auf diese Sportart. Im Jahr 1980 wurde er US-amerikanischer Juniorenmeister im Mittelgewicht, freier Stil. Seit 1982 besuchte er die Nebraska State University und setzte dort seine Erfolge im Ringen im Hochschulbereich fort. Ab 1985 startete er regelmäßig bei den Ringer-Weltmeisterschaften und vertrat die USA zusammen mit seinem Zwillingsbruder Jim auch bei den Olympischen Spielen 1988 in Seoul.
Sein Debüt bei den Weltmeisterschaften gab er 1985 in Budapest. Er überraschte dabei die internationale Ringerwelt, denn er gewann den WM-Titel im Halbschwergewicht. Im Finale bezwang er dabei Roland Dudziak aus der DDR.
Ab 1986 startete er eine Gewichtsklasse höher, im Schwergewicht. Er stand bei den Weltmeisterschaften dieses Jahres in Budapest erneut im Finale, unterlag aber diesmal dem starken sowjetischen Sportler Arslan Hadartzew knapp nach Punkten.
Ab 1987 startete Bill für die Saunksit Kids und gewann bei den Weltmeisterschaften in Clermont-Ferrand erneut eine Medaille. Er unterlag im Halbfinale Leri Chabelowi aus der UdSSR und siegte im Kampf um die Bronzemedaille gegen Julius Strnisko aus der CSSR.
Im Jahr 1988 gewann Bill auch eine Olympiamedaille. Im Kampf um die Bronzemedaille besiegte er Uwe Neupert aus der DDR nach Punkten.
Im Jahr 1989 startete er letztmals bei Weltmeisterschaften und wurde in Martigny/Schweiz noch einmal Vizeweltmeister. Im Finale unterlag er dabei dem sowjetischen Ringer Achmed Atawow knapp mit 5:9 Punkten.
Neben diesen Meisterschaften beteiligte sich Bill Scherr auch häufig an den damals in Toledo in den USA stattfindenden Welt-Cup-Turnieren und landete dort schöne Erfolge. So besiegte er hier auch die sowjetischen Olympiasieger Leri Chabelowi und Sanassar Howhannisjan.
Bill Scherr war schon während seiner Zeit als aktiver Ringer Trainer an der Indiana University. Später übernahm er das US-Frauenteam als verantwortlicher Trainer. Im Jahr 2005 wurde er, der jetzt in Glenview/Ill. ansässig ist, zum US-Trainer des Jahres gewählt, nachdem er schon 1998 in die National Wrestling Hall of Fame aufgenommen worden war.

## Internationale Erfolge
| Jahr | Platz  | Wettbewerb                               | Gewichtsklasse | Ergebnisse |
| 1985 | 1.     | WM in Budapest                           | Halbschwer     | vor Roland Dudziak, DDR, Kamen Tomow, Bulgarien, Robert Tibilow, UdSSR, Dsewegiin Düwtschin, Mongolei und Gabor Toth, Ungarn               |
| 1986 | 2.     | Welt-Cup in Toledo/USA                   | Halbschwer     | vor Macharbek Chadarzew, UdSSR und vor Roberto Limontos Varga, Kuba und Düwtschin                                                          |
| 1986 | 2.     | WM in Budapest                           | Schwer         | hinter Aslan Chadarzew, UdSSR und vor Georgi Jantschew, Bulgarien, István Robotka, Ungarn, Wilfried Colling, BRD und Julius Strnisko, CSSR |
| 1987 | 1.     | Pan-Amerikanische Spiele in Indianapolis | Schwer         | vor Luis Miranda Leon, Kuba und Gavin Carrow, Kanada                                                                                       |
| 1987 | 3.     | WM in Clermont-Ferrand                   | Schwer         | hinter Leri Chabelowi, UdSSR und Vasile Pușcașu, Rumänien und vor Strnisko, Jantschew und Boldyn Dschawchlantögs, Mongolei                 |
| 1988 | Bronze | OS in Seoul                              | Schwer         | hinter Pușcașu und Chabelowi und vor Uwe Neupert, DDR, Georgi Karadutschew, Bulgarien und Javklantugs                                      |
| 1988 | 2.     | Welt-Cup in Toledo/USA                   | Schwer         | hinter Achmed Atawow, UdSSR und vor Alfredo Alvarez, Kuba                                                                                  |
| 1989 | 1.     | Panamerikanische Meisterschaft           | Schwer         | vor Guillermo Diaz, Mexiko und Geovany Redmond, Kuba                                                                                       |
| 1989 | 2.     | WM in Martigny/Schweiz                   | Schwer         | hinter Atawow und vor Neupert, Steve Marshall, Kanada, Mahmut Demir, Türkei und Sandor Kiss, Ungarn                                        |
| 1989 | 1.     | Welt-Cup in Toledo/USA                   | Schwer         | vor Sanassar Howhannisjan, UdSSR und Steve Marshall                                                                                        |
| 1990 | 1.     | Welt-Cup in Toledo/USA                   | Schwer         | vor Leri Chabelowi, Mahmut Demir und Steve Marshall                                                                                        |

### USA-Meisterschaften
Bill Scherr gewann die USA-Meisterschaften im freien Stil in den Jahren 1987, 1988, 1989, 1990 und 1992 jeweils im Schwergewicht und im griechisch-römischen Stil im Jahr 1982 im Halbschwergewicht.

## Erläuterungen
- alle Wettkämpfe im freien Stil
- OS = Olympische Spiele, WM = Weltmeisterschaften
- Mittelgewicht, Gewichtsklasse bis 82 kg, Halbschwergewicht, bis 90 kg und Schwergewicht, bis 100 kg Körpergewicht